# Haplomelitta tridentata
Haplomelitta tridentata är en biart som beskrevs av Michener 1981. Haplomelitta tridentata ingår i släktet Haplomelitta och familjen sommarbin. Inga underarter finns listade i Catalogue of Life.